# نظرية إكس ونظرية واي

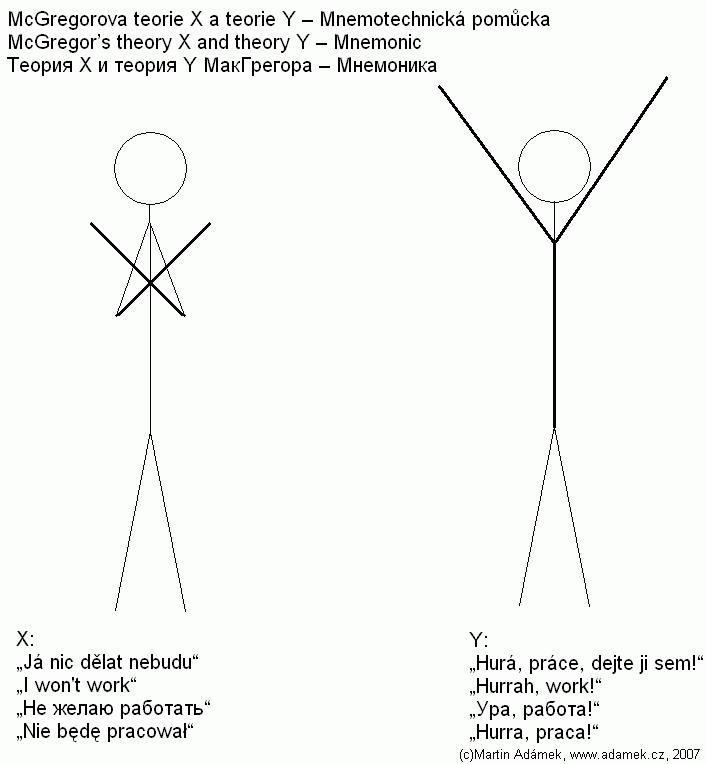

نظرية X ونظرية Y هما نظريتان حول الدوافع البشرية، تم إنشاؤها وتطويرها من قبل ماكغريغور دوغلاس في معهد ماساتشوستس للتكنولوجيا - مدرسة سلون للإدارة في الستينيات من القرن المنصرم، وتستخدم في إدارة الموارد البشرية والسلوك التنظيمي، الاتصالات التنظيمية وتنمية الموارد البشرية. وهي تصف موقفين مختلفين للغاية عن دوافع القوى العاملة. ورأى ماكغريغور أن الشركات تتبع أحد النظريات أو الأخرى. كما أعرب عن اعتقاده في أن العامل الأساسي في ربط تحقيق الذات بالعمل يكمن في رفع ثقة الإداريين بمرؤوسيهم.

## نظرية X
في هذه النظرية التي ثبت تأثيرها العكسي في الممارسة الحديثة، تفترض الإدارة بأن الموظفين بطبيعتهم كسالى ويتجنبون العمل إذا ما في وسعهم ذلك. ونتيجة لهذا، تعتقد الإدارة بأنه يجب أن يخضع العمال إلى نظم إشراف شاملة عن كثب باستخدام عناصر التحكم المتقدمة. وهناك حاجة إلى بنية هرمية محكمة. وفقا لهذه النظرية، فإن الموظفين سيظهرون قليل من الاندفاع فقط نحو العمل مع غياب برامج الحوافز التحريضية.

## نظرية Y
في هذه النظرية، تفترض الإدارة بأن الموظفين طموحين ولهم دوافع ويتحلون بممارسات ضبط النفس. يعتقد بأن الموظفين يتمتعون بواجباتهم سواء من العمل الذهني أو البدني، ولديهم القدرة على حل المشاكل الإبداعية، ولكن غالبا لا تستخدم مواهبهم في معظم المنظمات. وبإعطائهم الظروف المناسبة، فإن إداريي النظرية Y يرون بأن الموظفين سوف يتعلمون التماس وقبول المسؤولية وممارسة ضبط النفس في سبيل إنجاز الأهداف التي التزموا بها.

## افترضات أرباب العمل عن العاملين
ركز دوجلاس ماكجروجر على أهمية فهم العلاقة بين الدافعية وفلسفة الطبيعة البشرية، وقد بني نظريته على أن معظم المديرين يميلون إلى وضع الافتراضات عن العاملين معهم، واختيار الأسلوب المناسب لدفعهم من خلالها، وبناءً على هذه الافتراضات فقد قسم ماكجروجر العاملين إلى مجموعتين (X,Y) وحدد لكل منهما الملامح الرئيسية نعرضها في الجدول التالي:
| عناصر الاختلاف         | نظرية ( X ) الاتجاه التشاؤمي                                                                          | نظرية ( Y ) الاتجاه التفاؤلي                                                             |
| النظرة إلى العمل       | العمل غير مريح بالنسبة لمعظم الأفراد وشعارهم (العمل لابد منه)                                         | العمل شئ طبيعي مثله مثل اللعب إذا كانت ظروف العمل مناسبة                                 |
| القدرة الابتكارية      | معظم الأفراد يفتقرون إلى القدرة على الابتكار في حل المشكلات ويميلون إلى الحلول التقليدية في مواجهتها. | القدرة الابتكارية موزعة على الأفراد توزيعا طبيعيا ومعظمهم لديه القدرة على الابتكار.      |
| حجم العمل              | معظم الأفراد يميلون إلى أداء الحد الأدنى من المطلوب إنجازه والذي يعفيهم من المساءلة عن عدم الإنجاز.   | معظم الأفراد يحاولون بذل أقصى ما في وسعهم لأداء أكبر حجم ممكن من العمل.                  |
| الطموح وتحمل المسئولية | معظم الأفراد غير طموحين وليسوا على مستوى المسئولية ودائما يحتاجون إلى من يراقب عملهم في كل خطوة.      | معظم الأفراد يميلون إلى الرقابة الذاتية من أجل تحقيق الأهداف باعتبار أنهم جديرون بالثقة. |
| مستويات التحفيز        | يركز التحفيز على مستوى الحاجات الفسيولوجية والأمان (التحفيز المادي)                                   | يركز التحفيز على مستوى الانتماء للمجموعة والتقدير وتحقيق الذات (التحفيز المعنوي)         |
| التوجيه                | لابد من إشراف مباشر ودقيق والضغط بالقوة لتحقيق الأهداف.                                               | يقوم الأفراد بتوجيه أنفسهم والالتزام لديهم شئ مرتبط بشخصيتهم إذا تم تحفيزهم بشكل مناسب.  |

يمكن للمديرين والموظفين أن يستفيدوا من مبادئ X,Y في دفع العاملين من خلال تحليلهم لشخصية هؤلاء العاملين وتحديد العاملين الذين تنطبق عليهم أفكار النظرية (X) والآخرين الذين تنطبق عليهم أفكار النظرية (Y).

## اقرأ أيضًا
- تدرج الحاجات
- نظرية الإدارة العلمية
- نظرية Z

## وصلات خارجية
- رسم تخطيطي لنظرية X و نظرية Y.